# بونيرة
البونيرة (الاسم العلمي:Ponera) هي جنس من الحشرات تتبع الفصيلة النمليات من رتبة غشائيات الأجنحة.

## أنواع البونيرة
- بونيرة شديدة الأناقة
- بونيرة أنيقة
- بونيرة بنسلفانية
- بونيرة بورنيونية
- بونيرة حرشاء
- بونيرة متعجرة القرون
- بونيرة دقيقة
- بونيرة رقيقة الرأس
- بونيرة شابمانية
- بونيرة غريبة
- بونيرة صينية
- بونيرة ضعيفة
- بونيرة قزمية
- بونيرة مانية
- بونيرة متضيقة
- بونيرة متقاربة
- بونيرة يابانية